# Jobaria
Jobaria là một chi khủng long, được Sereno et al. mô tả khoa học năm 1999.